# 765
Năm 765 là một năm trong lịch Julius.